# Polyneikes

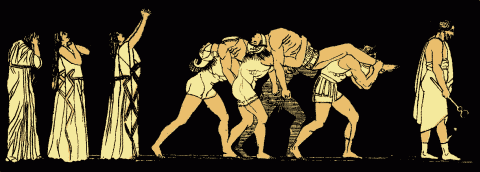
Eteokles und Polyneikes werden davongetragen, nachdem sie sich gegenseitig getötet haben.
(Church, Alfred J., Rev., 1829–1912)

Polyneikes (altgriechisch Πολυνείκης Polyneíkēs, latinisiert Polynices oder Polyneices) ist in der griechischen Mythologie ein Sohn des Ödipus und der Iokaste oder – älteren Versionen nach – der Euryganeia. Seine Geschwister sind nach den sehr bekannten Versionen attischer Dramatiker Antigone, Ismene und Eteokles. Meist ist Polyneikes als der ältere der Brüder vorgestellt, bei Euripides ist er jedoch der jüngere. Von seinen Söhnen beleidigt, verflucht Ödipus ihn und seinen Bruder.

## Der Fluch des Ödipus
Gemäß der Thebaïs verflucht Ödipus seine beiden Söhne wegen zweier Vergehen. Das erste Mal servierten sie ihm ein Mahl auf dem silbernen Tisch des Kadmos und verwendeten ein goldenes Trinkgefäß des Laios, obwohl er es ihnen verboten hatte, denn beide Gegenstände erinnerten an seinen Vatermord. Ein anderes Mal schickten sie ihrem Vater den Schenkel eines Opfertieres statt des Rückenstücks, was als Herabwürdigung aufzufassen war, da ihm als König das Rückenstück zustand. Beide Male verfluchte er seine Söhne dafür.
Eine andere Variante überliefert Euripides in den Phoenissae. Hier verflucht Ödipus seine Söhne Eteokles und Polyneikes, weil sie ihn im Palast gefangen halten, um die Schande aus der Heirat ihres Vaters mit der eigenen Mutter vor der Öffentlichkeit zu verbergen.

## Streit um die Herrschaft von Theben
Herodot berichtet, dass die beiden Brüder sich die Regierung teilen wollten. Jeder sollte ein Jahr regieren und dann dem anderen die Macht überlassen. Eteokles regierte als erster, wollte jedoch nach Ablauf des Jahres Theben nicht seinem Bruder Polyneikes überlassen.  So kam Polyneikes nach Argos zu König Adrastos. Er heiratete Argeia, die Tochter des Adrastos, und zeugte mit ihr den Thersandros.
Nach einer von Pausanias überlieferten Version verließ Polyneikes dagegen noch zu Lebzeiten seines Vaters Theben und ging nach Argos. Nach Ödipus’ Tod kehrte er zurück und geriet mit seinem Bruder in Streit um die Herrschaft. Hesiod erwähnt im Frauenkatalog, dass Argeia an der Trauerfeier für Ödipus teilnahm, was darauf hindeutet, dass er der gleichen (alten) Variante der Sage wie Pausanias folgt.

## Feldzug gegen Theben
Adrastos hatte versprochen, Polyneikes zu helfen, Theben zurückzuerobern. So wollte er ein Heer sammeln. Der Seher Amphiaraos sah jedoch voraus, dass alle bis auf Adrastos sterben würden, weigerte sich am Kriegszug teilzunehmen und verängstigte so auch alle anderen. Von Iphis, dem Sohn des Alektor, erfuhr Polyneikes, wie er Amphiaraos umstimmen könne. Er versprach der Eriphyle, der Frau des Amphiaraos, das Halsband der Harmonia, wenn sie ihren Gatten bewegte, am Krieg teilzunehmen.
Mit Amphiaraos zogen nun sieben Feldherren gegen Theben. An sechs der sieben Stadttore errangen die Thebaner die Oberhand und die Argiver flüchteten. Am siebten Tor töteten sich Eteokles und Polyneikes im Zweikampf gegenseitig.

## Bestattung

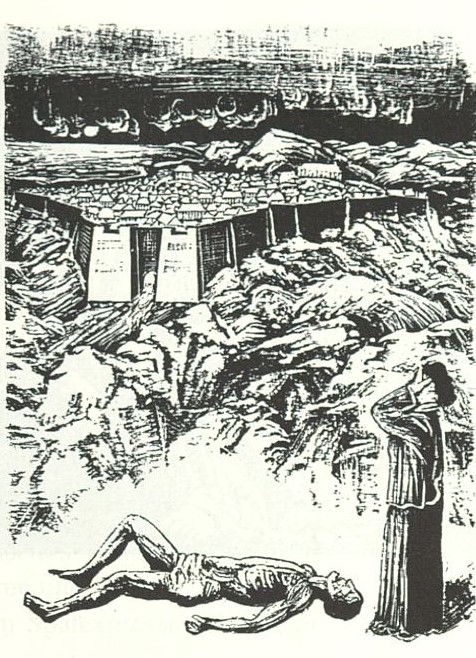
Heinz Kiwitz: Antigone vor der Leiche des Polyneikes (1931)

Nachdem Eteokles und Polyneikes tot waren, übernahm Kreon die Herrschaft über Theben. Er verbot, Polyneikes und alle, die mit ihm im Kampf gegen Theben gefallen waren, zu beerdigen, und ließ die Körper bewachen. Antigone, Polyneikes’ Schwester, wurde gefasst, als sie Polyneikes begraben wollte. Kreon bestimmte, dass sie lebendig begraben werden solle, obwohl sie mit seinem Sohn Haimon verlobt war. Antigones Schwester Ismene erklärte daraufhin, Antigone geholfen zu haben, und forderte das gleiche Schicksal für sich.
Der blinde Prophet Teiresias verkündete die Unzufriedenheit der Götter mit Kreons Entscheidung. Dieser widerrief seine Anordnung und bestattete Polyneikes selbst. Antigone hatte sich in der Zwischenzeit selbst getötet, um nicht lebendig begraben zu werden. Haimon tötete sich, im Zorn auf den Vater und in Liebe zu Antigone, selbst, worauf auch seine Mutter Eurydike Selbstmord beging und Kreon zudem Schuld an des Sohnes Tod zuwies.